# Philip John Garnock-Jones
Philip John Garnock-Jones (1950) es un botánico, y liquenólogo neozelandés de origen británico. Es profesor en la "Facultad de Ciencias Biológicas" de la Universidad Victoria de Wellington, Nueva Zelanda.

## Algunas publicaciones
- Breitwieser, i.; p.j. Garnock-Jones, a. Wilton, j.i. Raine, d.c. Mildenhall, m.s. Pole, p.j. Brownsey, l.r. Perrie. 2010. Phylum Tracheophyta, lycophytes, ferns and seed plants. En Gordon, D. (ed.), The New Zealand Inventory of Biodiversity: A Species 2000 Symposium Review. University of Canterbury Press, Christchurch
- Davidson, g.r.; p.j. de Lange, p.j. Garnock-Jones. 2009. Two additional indigenous species of Veronica (Plantaginaceae) from northern New Zealand: V. jovellanoides, a new and highly endangered species, and V. plebeia R.Br. New Zealand Journal of Botany 47: 271–279.
- Crawford, m.; l.k. Jesson, p.j. Garnock-Jones. 2009. Correlated evolution of sexual system and life history traits in mosses. Evolution 63 (5): 1129–1142
- Garnock-Jones, p.j. 2008. Binomial names for hybrids in Veronica sect. Hebe (Plantaginaceae). New Zealand Journal of Botany 46: 523–529
- Taskova, r.m.; t. Kokubun, r.j. Grayer, k.g. Ryan, p.j. Garnock-Jones. 2007. Flavonoid profiles in the Heliohebe group of New Zealand Veronica (Plantaginaceae). Biochemical Systematics & Ecology 36: 110–116
- Garnock-Jones, p.j.; r.e. Brockie, r.g. FitzJohn. 2007. Gynodioecy, sexual dimorphism and erratic fruiting in Corynocarpus laevigatus (Corynocarpaceae). Australian Journal of Botany 55: 803–808
- Mitchell, k.a.; a.v. Kellow, m.j. Bayly, k.r. Markham, p.j. Brownsey, p.j. Garnock-Jones. 2007. Composition and distribution of leaf flavonoids in Hebe and Leonohebe — 2. "Apertae", "Occlusae", and "Grandiflorae". New Zealand Journal of Botany 45: 329–392
- Garnock-Jones, p.j. 2006. Morphology. pp. 27–37 en Bayly, M. J.; Kellow, A. V., An illustrated guide to New Zealand hebes. Te Papa Press, Wellington

### Libros
- Webb, c.j.; w.r. Sykes, p.j. Garnock‑Jones. 1988. Flora of New Zealand, Vol. 4 Pteridophytes, Gymnosperms, Dicotyledons. Botany Division, DSIR, lxviii + 1.365 pp.

- La abreviatura «Kirk» se emplea para indicar a Philip John Garnock-Jones como autoridad en la descripción y clasificación científica de los vegetales.[1]